# Institut Godinot
L'Institut Jean Godinot est un centre régional de lutte contre le cancer (CLCC) à Reims, en France.
Établissement de santé privé d’intérêt collectif, l'ICR a pour mission le soin, la recherche et l’enseignement dans le domaine de la cancérologie. Il est habilité à recevoir des dons et legs.
Il est centre de lutte contre le cancer de Reims et de l'ancienne régions Champagne-Ardenne mais également du Sud de l’Aisne.
C'est l'un des vingt établissements de la Fédération nationale des centres de lutte contre le cancer.

## Histoire
Le centre anti-cancéreux ouvre en 1925 rue Simon et est transféré en 1930 à l'hôpital Maison-Blanche. En 1970, il est rebaptisé Institut Jean-Godinot, du nom du créateur du premier centre de lutte contre le cancer au monde, l'hôpital des cancérés. Dans les années 2010, l'institut se dote d'un service d'(IRM, et d'un accélérateur linéaire de type VERSA HD), et ouvre un centre de radiothérapie au centre hospitalier de Soissons.

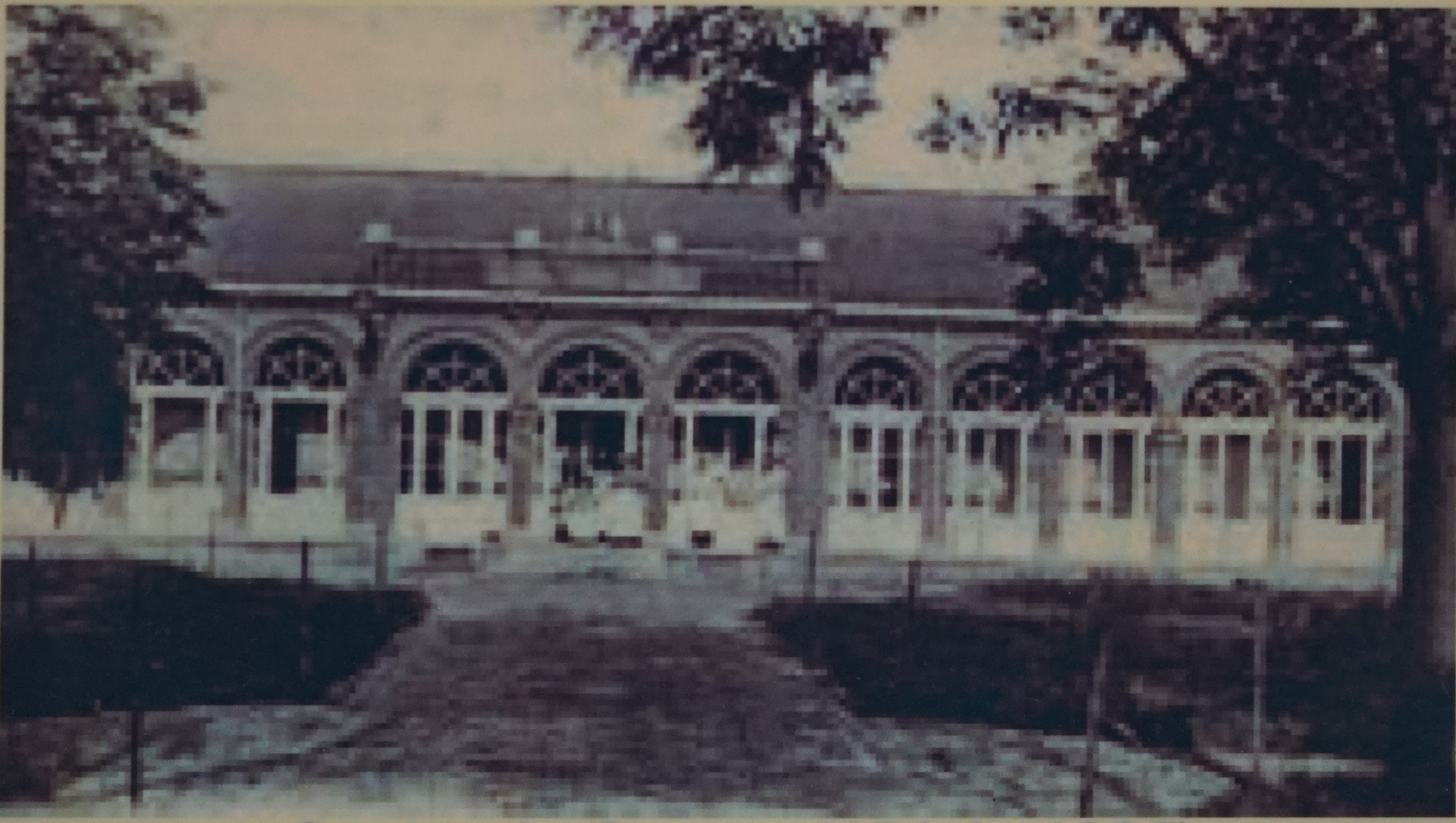
Centre rue simon.

## Partenaires
- Centre hospitalier universitaire de Reims.
- Centre hospitalier de Soissons.

## Recherche
La recherche académique de l’Institut Jean Godinot se développe  avec l’Université autour de 2 axes et structures :
- L’EA 7509 « Immunorégulation, maladies autoimmunes, inflammatoires et cancer »,
- L’EA 3804 « CRESTIC (Centre de Recherche En Sciences et Technologies de l’Information et de la Communication) »[5].

## Enseignement et la formation
L'Institut Jean-Godinot participe à l'enseignement théorique et pratique de la cancérologie en s'adressant aux étudiants  du 1er cycle au 3e cycle de la Faculté de médecine de Reims  ainsi qu'à l'enseignement post-universitaire pour les médecins libéraux généralistes et spécialistes.
Il accueille également en stage des infirmières, aide-soignantes, manipulateurs en radiologie, physiciens médicaux, 
préparateurs en pharmacie, dietéticiennes, secrétaires. Au total 170 professionnels ont été formés en 2020.

## Chiffres-clés 2017
99 lits et places autorisées
24 712 patients (file active globale)
48 141 consultations
9 360 séances de chimiothérapie en HDJ
18 330 préparations de chimiothérapie
27 753 séances de radiothérapie (préparation et traitement)